# 30117 Childress
30117 Childress este un asteroid din centura principală de asteroizi.

## Descriere
30117 Childress este un asteroid din centura principală de asteroizi. A fost descoperit pe 29 martie 2000 la Socorro, New Mexico, în cadrul proiectului LINEAR. Asteroidul prezintă o orbită caracterizată de o semiaxă mare de 2,27 ua, o excentricitate de 0,15 și o înclinație de 3,4° în raport cu ecliptica.